# Flygbasjägare
Flygbasjägare är en befattning inom Försvarsmakten och är en jägartjänst. Flygbasjägarpatrullerna verkar i alla miljöer över hela landet. De arbetar självständigt under långa perioder och över stora ytor på långa avstånd från egna förband eller egen ledning.

## Historik
Flygbasjägarnas viktigaste uppgift under 1980- och 1990-talen var att förhindra fienden att ta sig fram till försvarets flygbaser och förstöra viktig materiel eller eliminera nyckelpersonal. Förbandet patrullerade 10–20 km utanför flygbasen (Bas 90) med hund - för att tidigt lokalisera och slå ut fienden. Flygbasjägarna ingick i en basbataljon (Basbat 85) organiserade i 1-2 flygbasjägarplutoner och plutonen bestod i sin tur av fyra jägargrupper (8 soldater per grupp) samt en stabsgrupp. Fram till 1994 var utbildningen 7,5 månader därefter förlängdes utbildningen till 11,5 månader. I början av 2000-talet övergick flygbasjägarnas uppgifter mer till spaning. Detta var en utveckling av den gamla stridstekniken med stridsspaning. Förbandet frångick åttamannagrupper och blev istället fem soldater i patruller. Under andra halvan av 1990-talet övergick uppgifterna mer till att hitta personer som var nödställda. Behovet av kvalificerade undsättningsresurser inom Försvarsmakten blev mer aktuellt på 2000-talet och undsättning (Personnel Recovery), är idag en av flygbasjägarförbandets mest betydande uppgifter.
Flygbasjägarskolan ansvarade förr för all flygbasjägarutbildning och utveckling av flygbasjägartjänsten - men flygbasjägarskolan lades ned 31 december 2010 och istället bildades det ett flygbasjägarkompani som är en del av Blekinge flygflottilj.

## Uppgifter
De stridsuppgifter som flygbasjägarna arbetar med är följande:
- Inhämtning innebär att ytövervaka områden för att skydda flyg- och helikopterbaser genom stridsmetoderna genomsök och spaning - för att lokalisera, identifiera, dokumentera och oskadliggöra hot. Inhämtning bedrivs genom spaning och samverkan för att inhämta information och förhindra säkerhetshotande verksamhet. Förbandet kan med hund spåra upp personer som vill verka mot flygstridskrafterna eller anläggningar men även innästla, lokalisera och inhämta väsentlig information om exempelvis platser för tillfälliga flygbaser.
- Undsättning (Personnel Recovery) innebär att hämta hem både civil och militär personal - men även känslig material. Uppgiften löses över hela konfliktskalan (ej gisslanfritagning) och i alla typer av miljöer med hjälp av hund. Metoder som används är exempelvis SAR (Search and Rescue) eller CSAR (Combat Search And Rescue).
- Flygsäkring innebär bevakning med hund och skydd av både flygplan, helikoptrar, besättningar och last med hög hotbild. Även under själva flygtransporten framförallt med helikopter eller transportflygplan kan personal, materiel och besättning vid exempelvis en nödlandning skyddas. De hot som kan förekomma är rena attacker eller sabotage på marken i samband med lastning och lossning.

## Organisation
Flygbasjägarna är insatsorganiserade i ett flygbasjägarkompani bestående av tre flygbasjägarplutoner. Flygbasjägarplutonerna består idag av en ledningsgrupp (7 personer) och sex flygbasjägarpatruller (sex soldater per patrull), vilket omfattar totalt 43 man. Kärnan i flygbasjägarkompaniet är flygbasjägarpatrullen och i patrullen finns följande befattningar:
- Patrullchef
- Ställföreträdande patrullchef - som även är signalist
- Hundförare
- Sjukvårdare
- Prickskytt

## Utbildning
Utbildningen består i stort av grundläggande militärutbildning (GMU), befattningsutbildning, patrulltjänst, undsättningsutbildning och förbandsutbildning. Milstolpar inom utbildningen är bl.a. Lodjursmarschen (tidigare baskerprovet), utbildningskontrollen och vinterutbildningen. 
Tjänsten ställer mycket höga krav på fysisk och mental uthållighet av samtliga i patrullen. Flygbasjägarna kännetecknas av en grön basker med ett guldfärgat emblem föreställande ett lodjurshuvud. Detta emblem erhålles efter genomförd lodjursmarsch då fältmössan utbyts mot den gröna baskern. Efter utbildningskontrollen i slutet av utbildningen erhåller flygbasjägaren ett utbildningstecken (M/99) som består av ett lodjurshuvud i profil framför två korslagda svärd med en lagerkrans under.